# Цалугелаанткари
Цалугелаанткари (груз. ცალუღელაანთკარი) — село в Грузии, на территории Тианетского муниципалитета края (мхаре) Мцхета-Мтианети.

## География
Село находится в центральной части Грузии, на правом берегу реки Адзези (правый приток реки Иори), на расстоянии приблизительно 11 километров (по прямой) к юго-западу от посёлка городского типа Тианети, административного центра муниципалитета. Абсолютная высота — 1072 метра над уровнем моря.

## Население
По результатам официальной переписи населения 2014 года в Цалугелаанткари проживал 51 человек (20 мужчин и 31 женщина). В национальной структуре населения грузины составляли 100 %.
| Год  | Население, человек |
| ---- | ------------------ |
| 2002 | 60                 |
| 2014 | ↘ 51               |